# Macrocalamus
Macrocalamus – rodzaj węży z podrodziny Calamariinae w rodzinie połozowatych (Colubridae).

## Zasięg występowania
Rodzaj obejmuje gatunki występujące w Malezji i Tajlandii.

## Systematyka

### Etymologia
Macrocalamus: gr. μακρος makros „długi”; gr. αλαμος kalamos „trzcina”. 

### Podział systematyczny
Do rodzaju należą następujące gatunki: 
- Macrocalamus chanardi
- Macrocalamus emas[6]
- Macrocalamus gentingensis
- Macrocalamus jasoni
- Macrocalamus lateralis
- Macrocalamus schulzi
- Macrocalamus tweediei
- Macrocalamus vogeli